# Angelica razulii
Angelica razulii là một loài thực vật có hoa trong họ Hoa tán. Loài này được Gouan ex Avé-Lall. mô tả khoa học đầu tiên năm 1843.

## Hình ảnh

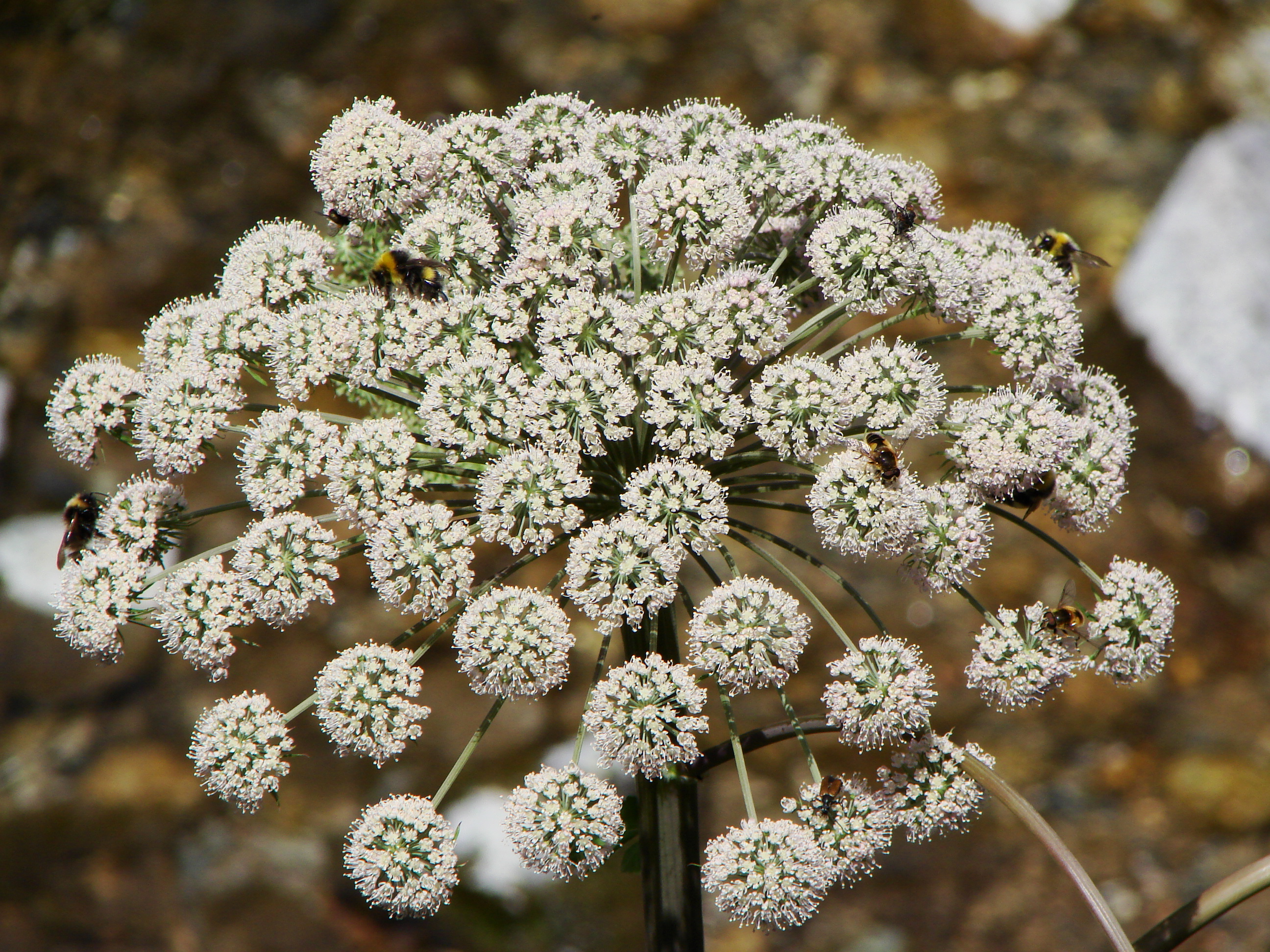